# داحر رفشة (بكيل المير)

تعديل مصدري - تعديل

داحر رفشة هي إحدى قرى عزلة صبران بمديرية بكيل المير التابعة لمحافظة حجة، بلغ تعداد سكانها 311 نسمة حسب تعداد اليمن لعام 2004.